# Iran ai Giochi della XX Olimpiade
L'Iran partecipò ai Giochi della XX Olimpiade che si sono svolti a Monaco di Baviera dal 26 agosto all'11 settembre 1972, con una delegazione di 48 atleti impegnati in 7 discipline per un totale di 33 competizioni. Portabandiera fu il lottatore Abdullah Movahed Ardabili, medaglia d'oro a Città del Messico 1968, alla sua terza Olimpiade.
Fu l'ottava partecipazione di questo paese ai Giochi. Il bottino fu di due medaglie d'argento e una di bronzo.

## Medaglie
| Medaglia | Nome             | Sport              | Evento       |
| -------- | ---------------- | ------------------ | ------------ |
| Argento  | Rahim Aliabadi   | Lotta greco-romana | fino a 48 kg |
| Argento  | Mohammad Nassiri | Sollevamento pesi  | fino a 56 kg |
| Bronzo   | Ebrahim Javadi   | Lotta libera       | fino a 48 kg |